# Iwan Iwanowitsch Maslennikow
Iwan Iwanowitsch Maslennikow (russisch Иван Иванович Масленников; * 3. Septemberjul. / 16. September 1900greg. im Dorf Tschalykla, Ujesd Nowousensk im Gouvernement Samara; † 16. April 1954 in Moskau) war ein sowjetischer NKWD-Führer, der im Zweiten Weltkrieg zum Armeegeneral aufstieg und als Held der Sowjetunion ausgezeichnet wurde.

## Leben

### Frühe Karriere
Maslennikow wurde im Jahr 1900 nahe der Bahnhofstation Tschalykla im Gouvernement Samara (heute in der Oblast Saratow) geboren. Ab 1915 arbeitete er an Telegraphenstationen der Eisenbahnlinie Tschebyschew-Ilezk und in den folgenden Jahren an der Bahnlinie Rjasan-Ural. Er schloss sich nach der Februarrevolution 1917 den Bolschewiken an und leitete für die Rote Bewegung in Astrachan und Krasny Kut den technischen Meldedienst. Im Russischen Bürgerkrieg kämpfte er ab März 1918 mit der Roten Armee im Rahmen der Südfront zunächst im Nachrichtendienst der 1. ukrainischen Schützendivision, dann bei der 6. Roten Armee gegen die Weißgardisten unter Denikin und Wrangel. Er übernahm im Juni 1920 das Kommando über das 126. Kavallerie-Regiment. Als Kommandant der 3. Reiterbrigade der 12. Kavallerie-Division kämpfte er am Kuban im Kaukasus. 1925 und 1926 absolvierte er höhere Führerkurse in der Kavallerietruppenschule in Nowotscherkassk. Danach führte er als Kriegskommissar eine selbstständige Reitereinheit bei der dort stationierten 37. Schützendivision.
1928 wechselte er zu den NKWD-Grenztruppen im Militärbezirk Zentralasien, zunächst als Kommandeur einer Schwadron, später eines Kavallerie-Regiments. Maslennikows Einheiten waren maßgeblich an der Entmachtung der Basmatschi Rebellion beteiligt, er führte nacheinander die NKWD-Grenzregimenter 47 und 48 sowie die Kavallerie in Nowotscherkassk im Krieg gegen die dortigen Kriegsherren Utan Beg (Oktober 1928 - 1929), Ibrahim Beg (1931) und Ahmet Beg (1933). Am 20. Juli 1936 wurde er zum Oberst befördert und absolvierte danach die Frunse-Militärakademie. Er befehligte die nächsten zwei Jahre Grenztruppen in Aserbaidschan und in Belarus. Am 12. März 1937 war er zum Brigadeführer und am 9. März 1939 zum Divisionsführer aufgestiegen. Im März 1940 übernahm er die Führung eines Korpskommandos und am 4. Juni 1940 wurde er zum Generalleutnant befördert. Im Februar 1939 ernannte ihn Lawrenti Beria zum NKWD-Kommissar für innere Angelegenheiten der Sowjetunion. Im September nahmen seine Grenztruppen an der Invasion in Ostpolen teil.

### Im Deutsch-Sowjetischen Krieg
Nach Beginn der Operation Barbarossa führte er Anfang Juli 1941 die
Einsatzgruppe Maslennikow (252., 256. und 243. Schützendivision), welche Gegenangriffe in Richtung Welisch führen sollte. Aus dieser Einsatzgruppe wurde an der Frontlinie Demjansk – Ostaschkow – Selischarowo die 29. Armee formiert, deren Oberbefehl er übernahm und deren Führungskader mit NKWD-Kader besetzt worden war. Trotz seiner Ernennung zum Armeeführer der Roten Armee behielt Maslennikow auch seine bisherige Position des NKWD-Kommissars für innere Sicherheit. Seine Truppen kamen ab 21. Juli mit den deutschen Truppen ins Gefecht und zogen sich über Toropez nach Osten zurück und wurde der Kalinin-Front als Reserve zugeordnet. Bis zum 12. Oktober waren die Reste der Armee bei Rschew auf das Nordufer der Wolga zurückgedrängt worden. Anfang Dezember 1941 beteiligte sich die 29. Armee an der großen sowjetischen Gegenoffensive. Am 16. Dezember 1941 wurde ihm überraschend das Kommando der 39. Armee im Raum Torschok zugewiesen, welche zusammen mit der 31. Armee (Generalleutnant Wassili Juschkewitsch) den Durchbruch der deutschen Front im Raum Rschew führte. Von Februar bis Juni 1942 wurde die 29. Armee zerschlagen und die abgeschnittene 39. Armee im Hinterland der deutschen 9. Armee aufgerieben, nur 3.500 Mann konnten ausbrechen.
Im Juli 1942 übernahm Maslennikow als Nachfolger Budjonnys das Kommando über die Front im östlichen Kaukasus, welcher mit der unterstellten 9., 37. und 44. Armee die Verteidigung des Terek-Abschnittes und der Georgischen Heerstraße anvertraut war. Die Front erhielt zur Verteidigung der bedrohten Ölquellen von Baku gegenüber der deutschen 1. Panzerarmee eine Verstärkung von etwa 100 Panzern und mehrere Tausendschaften an Arbeitskräften für den dortigen Stellungsbau zugewiesen. Am 8. August 1942 wurde er Kommandeur der Nordgruppe der Nordkaukasusfront, und am 30. Januar 1943 folgte seine Beförderung zum Generaloberst. Von Mai bis August 1943 war er Stellvertretender Oberbefehlshaber der Wolchow-Front und vom August bis Oktober 1943 Stellvertretender Oberbefehlshaber der Südwestfront. Vom Oktober bis Dezember 1943 war er Stellvertretender Oberbefehlshaber der 3. Ukrainischen Front. Im Dezember 1943 war er kurzfristig Stellvertretender Befehlshaber der 8. Garde-Armee und zwischen Dezember 1943 und März 1944 Befehlshaber der 42. Armee bei der Leningrader Front. Im Januar 1944 nahmen seine Truppen an der Leningrad-Nowgoroder Operation teil. Von März bis April 1944 war er kurzfristig stellvertretender Oberbefehlshaber der Leningrader Front. Zwischen 21. April und 16. Oktober 1944 übernahm er das Oberkommando der 3. Baltischen Front, am 28. Juli 1944 war er zum Armeegeneral befördert worden. Im August 1945 nahm er am Krieg gegen Japan in der Mandschurei teil; er fungierte dabei als Stellvertreter beim Oberkommando der Sowjetischen Truppen im Fernen Osten. Seine militärische Erfahrung aus den 30er Jahren und seine hervorragenden organisatorische Fähigkeiten brachten Marschall Wassilewski wertvolle Anregungen beim schnellen Sieg über die Kwantung-Armee. Für seine Führungskompetenz im Fernen Osten wurde Maslennikow per Dekret des Präsidiums des Obersten Sowjets am 8. September 1945 mit dem Titel Held der Sowjetunion geehrt.

### Nachkriegszeit
Von September 1945 bis Mai 1946 befehligte er den Militärbezirk Baku, danach bis Dezember 1946 führte er den Militärbezirk Transkaukasien und trat danach wieder in den
Dienst des Ministeriums für Staatssicherheit (MGB). Vom 10. Juni 1948 bis zum 12. März 1953 war er Stellvertretender Minister für äußere Angelegenheiten. Am 5. Januar 1952 wurde er Mitglied des Präsidiums im Ministerium für Innere Angelegenheiten. Am 11. März 1953 wurde Maslennikow im Zuge der folgenden Verhaftung Berijas aus dem Innenministerium abberufen, behielt aber eine ähnliche Stellung und verstarb 1954 im politischen Machtkampf unter nicht gesicherten Umständen.